# Montañas Korab
 Las montañas Korab (en albanés: Mali i Korabit, en macedonio: Кораб) son una cadena montañosa en la zona oriental de Albania y la parte occidental del norte de Macedonia, que se extiende a lo largo de la frontera entre ambos países. Forma también el cinturón verde europeo . En Albania, también se le llama Vargu lindor, pero este término abarca montañas más al norte, como las montañas Koritnik y Gjallica. El pico más alto es el Monte Korab con 2.751 m sobre el nivel del mar. El Korab es el decimoctavo pico montañoso más destacado del continente europeo. Las montañas están compuestas por rocas sedimentarias, que incluyen esquisto, arenisca, dolomita y piedra caliza. El nombre se refiere a un dios del mar paleocristiano. 
Geográficamente, la sierra de Korab se extiende unos 40 km desde el valle de Dibër en dirección norte-sur, entre los valles de los ríos Drin Negro y su afluente, la Radika. Se encuentra cerca del trifinio de Albania, Macedonia del Norte y Kosovo, al suroeste de las montañas Šar.  
La geología del parque está dominada por montañas formadas por rocas sedimentarias expuestas a fallas y valles que contienen lagos glaciares. 
La parte albanesa tiene numerosos picos altos, casi tan altos como el macizo Korab. Al norte de este doble pico hay muchos otros picos sin nombre de una altura similar. Korab-Pforte ( en albanés: Maja Portat e Korabit, en macedonio: Mala Korapska Vrata) se encuentra alrededor de 2 km al suroeste del macizo Korab y es casi tan alto como la montaña principal, con 2,727 m. A unos cientos de metros más al sur, hay otros picos, Maja e Moravës con 2718 m y Mali i Gramës 2345 metros (7693,6 pies)     . Las montañas están compuestas de pizarra y piedra caliza . Gran parte de la gama está protegida por parques naturales; El parque natural Korab-Koritnik .
Al sur del complejo de picos alrededor del Monte Korab, hay otras grandes montañas: Mali i Gramës 2345 m y Desat Velivar con 2,375 m     . Después la cadena alcanza la ciudad de Debar y el Lago ebar. La ciudad de Peshkopi se encuentra al suroeste de Mali i Gramës y tiene baños geotérmicos. 

## Galería de imágenes

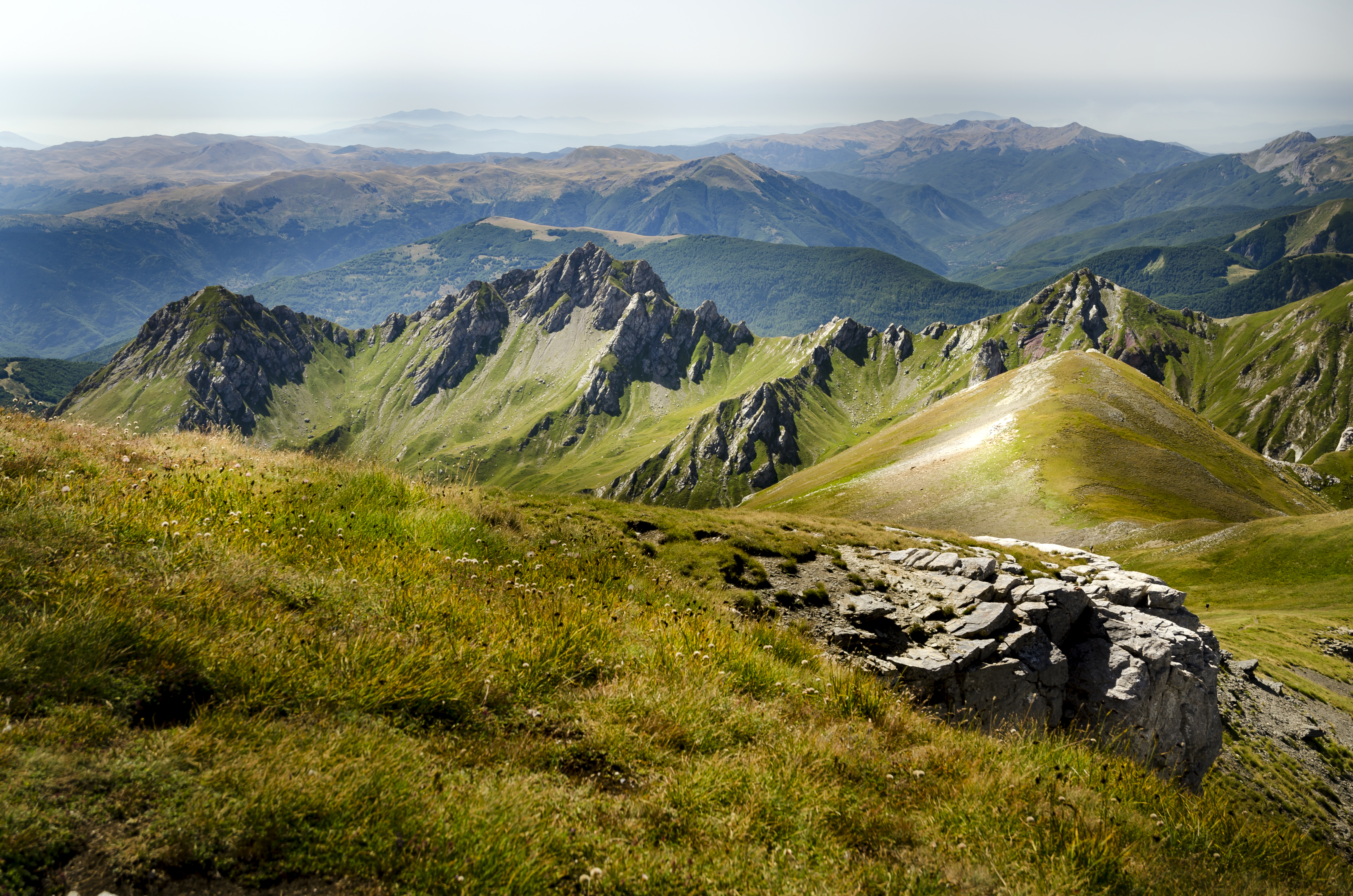
Mali Korab y Korabska Vrata fotografiados desde el Monte Korab
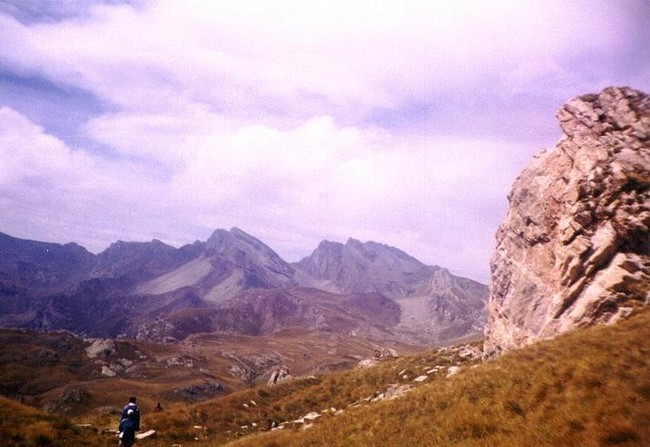
La cadena desde el lado macedonio.
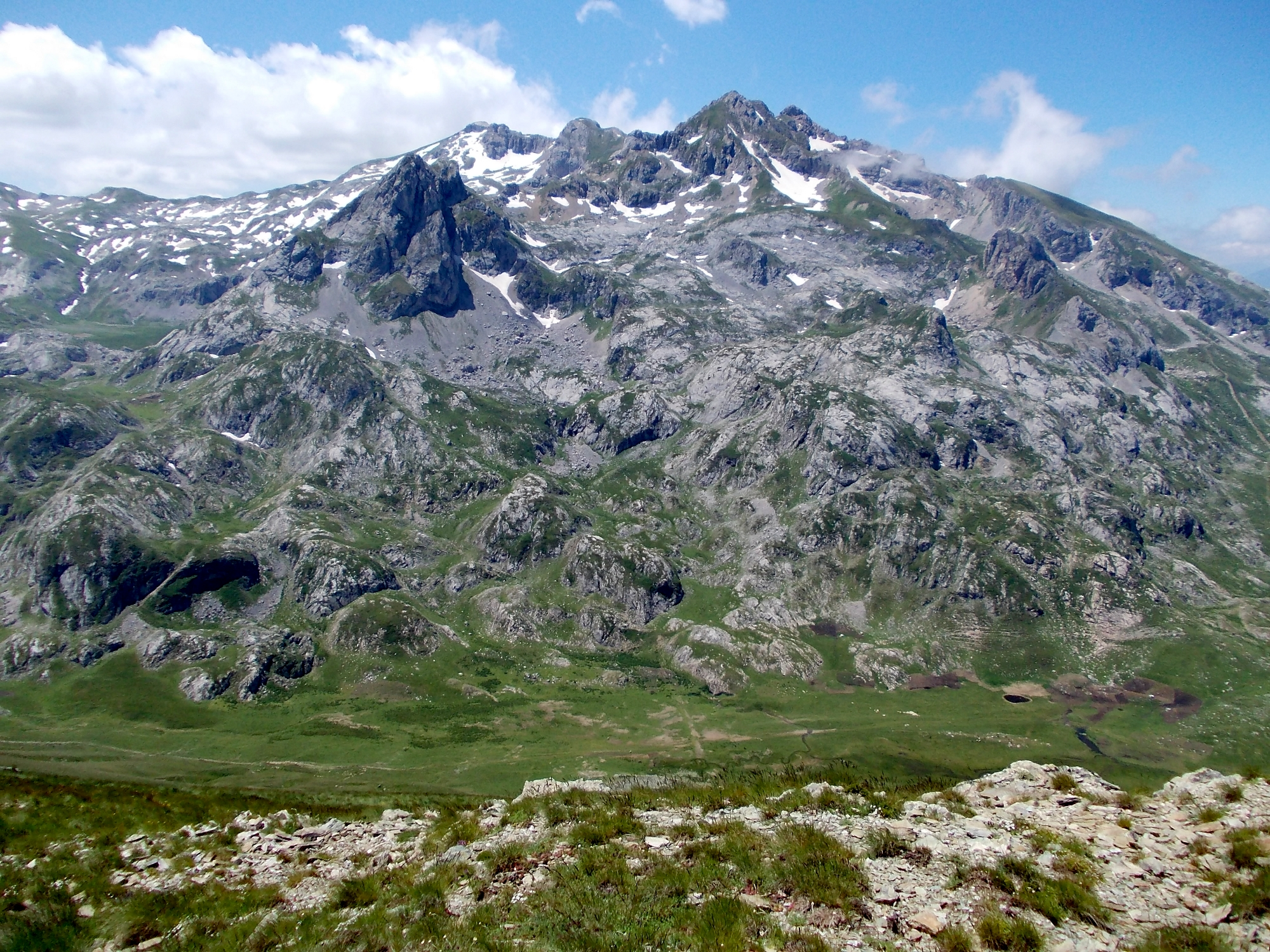
Fusha y Korabit
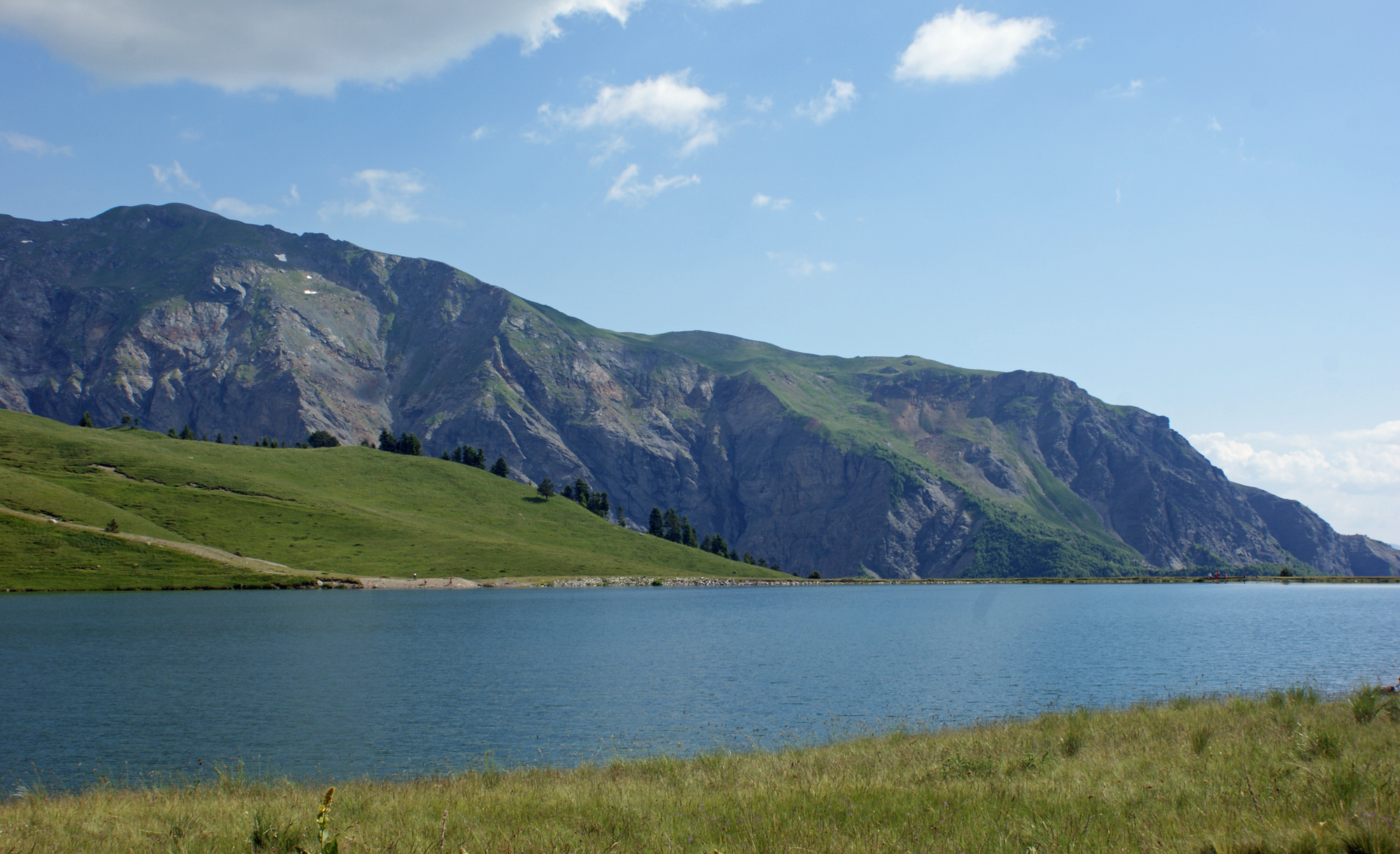
Lago glacial Gramë
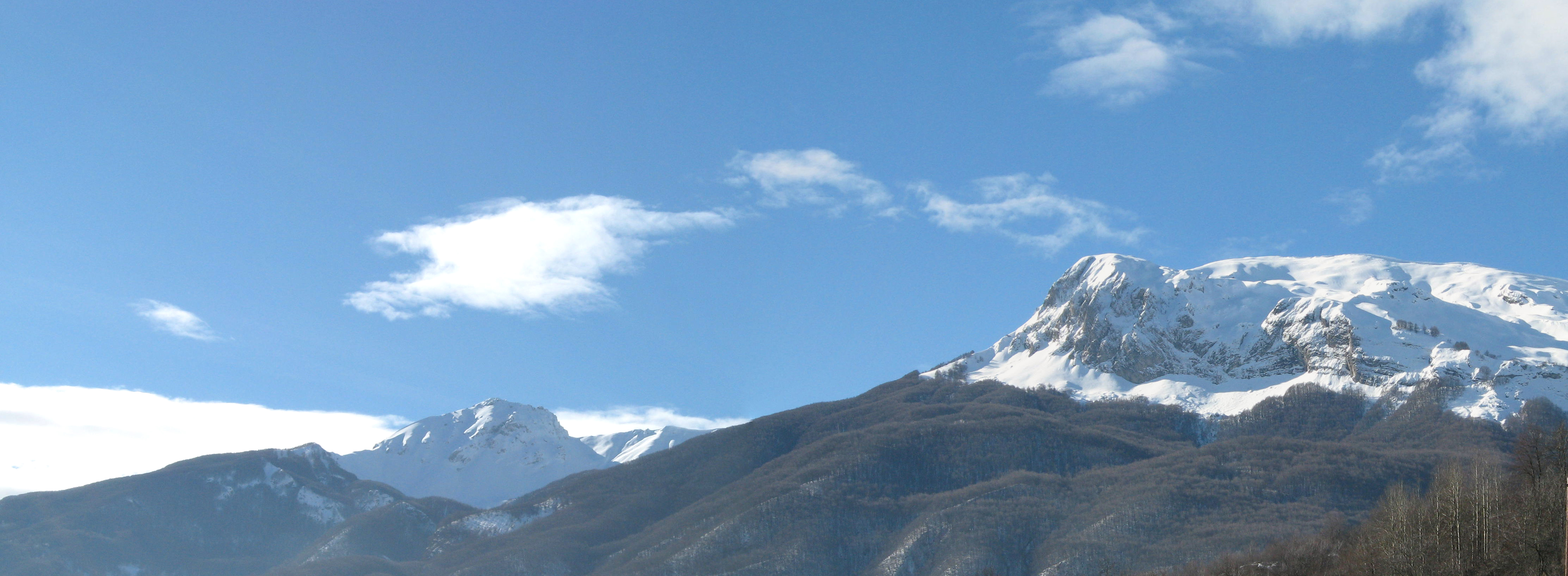
Dešat
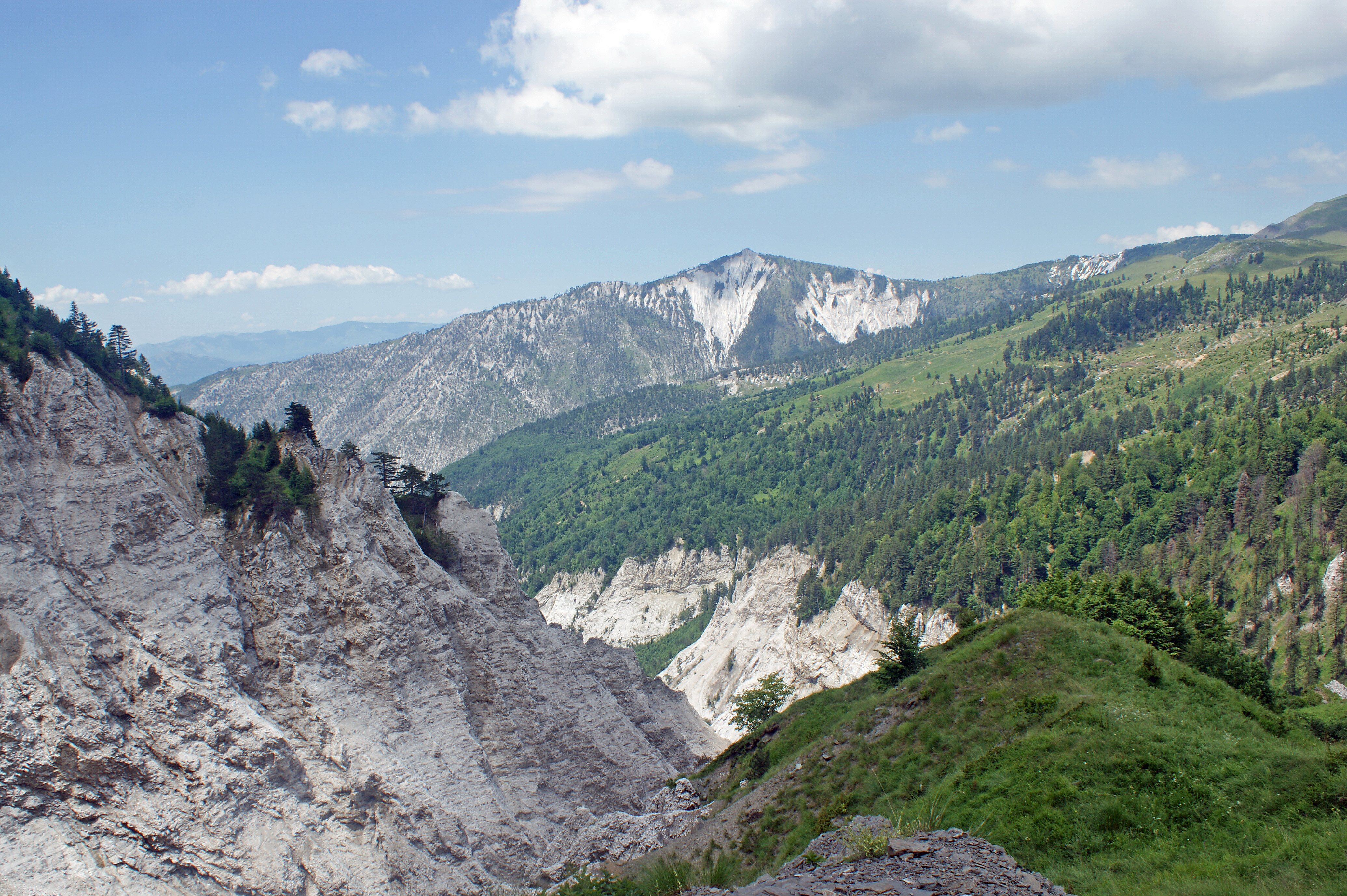
Cerros de yeso cerca de Mali i Bardhë